# Гострі картузи
«Го́стрі картузи́» (англ. Peaky Blinders) — британський кримінально-драматичний телесеріал Стівена Найта (відомого за фільмом «Ефект колібрі») 2013 року, що описує життя родини Шелбі в Бірмінгемі в 1920-ті роки. Серіал нагороджений премією БАФТА 2018 року та іншими нагородами.
Перший сезон гангстерського серіалу, що складається з шести епізодів, зібрав авдиторію в 2,4 млн глядачів. 8 листопада 2014 року керівництво телеканалу BBC оголосило, що продовжує серіал на третій сезон, який стартував 5 травня 2016.
26 травня 2016 року BBC продовжив серіал відразу на два сезони (четвертий і п'ятий). Від п'ятого сезону шоу його показ перенесений із BBC Two на головний британський телеканал BBC One. У травні 2018 року, після здобуття премії БАФТА ТВ, оголошено про продовження серіалу на шостий і сьомий сезони.
В Україні серіал транслювався телеканалами Ми-Україна+ та 2+2.

## Історія створення
Стівен Найт описував історію створення серіалу так: «За основу серіалу взяті реальні події, що відбувалися в першій половині 20 століття. Мої батьки, особливо мій батько, часто згадував ті часи, коли йому було 10 років. Вони добре одягалися, були багаті, їх боялися і поважали на районі, і вони були бандитами! У певному сенсі я хочу, щоб «Гострі картузи» були свого роду поглядом на світ очима 10-річної дитини, який бачить, що люди розумніші, і сильніші, і гарніші. І взагалі, весь світ великий і страшний».
Самі «Гострі картузи» — це історія про сім'ю циган, яка утворила своє бандитське угрупування. Одна з версій говорить, що Гострі картузи отримали свою назву через вшиті в їхні головні убори леза, які заміняли холодну зброю. За іншою версією, члени угрупування одягалися у манчестерському стилі, одним з елементів якого був картуз, завужений козирок якого й створював видимість гострого леза. Серіал заснований на реальних подіях.
Члени банди, захоплені культом наступництва, прагнули захищати інтереси своєї сім'ї. Головою обирався той, хто на думку сім'ї, приніс би найбільшу вигоду для клану. За словами істориків, «Гострі картузи» та деякі інші банди не були схожими на звичайних озброєних головорізів — у них була особлива манера одягу, свій кодекс честі та поведінки.

## Виробництво
Перший сезон «Гострих картузів» вийшов на екрани у 2013 році. 8 листопада 2014 року керівництво телеканалу BBC оголосило, що продовжує серіал на третій сезон, який стартував 5 травня 2016 року.
26 травня 2016 року BBC продовжив серіал одразу на два сезони (четвертий і п'ятий). 5 травня 2018 року Стівен Найт сказав, що «ми точно будемо робити шостий сезон і, ймовірно, зробимо сьомий». Найт зазначив, що після завершення серіалу може бути знято фільм або спін-оф.
У січні 2021 року було оголошено, що шостий сезон телесеріалу «Гострі картузи» стане фінальним. Прем'єра шостого сезону відбулася 27 лютого 2022 року і завершилася 3 квітня 2022 року. Замість раніше запланованого сьомого сезону буде знято повнометражне продовження.

## Атмосфера того часу
Історія гострих картузів починається в кінці XIX століття в місті Бірмінгем. За сюжетом серіалу, події розвиваються у 20-х роках XX століття. У ті часи працівники, які не отримували зарплати за декілька місяців, були змушені обкрадати рідні виробництва з метою збуту зброї та патронів для тих, хто створював попит на цьому «чорному ринку». Через це зброя стала доступною майже для всіх верств населення.
Реальні Гострі картузи були бандою молодих людей. Дорослі особини чоловічої статі просто не доживали до поважних літ, тому протягом кількох десятиліть управління бандою завжди виявлялося в руках зухвалої і відчайдушної молоді, готової практично на все. Це часто пов'язують з тим, що більшість з них були близькими або далекими родичами, які горою стояли один за одного. У серіалі описується історія рідних братів, які керували всією родиною. Головою був середній за віком брат, що відрізнявся мудрістю в сумі з хитрістю, і продумував кожен майбутній крок «сімейного бізнесу».

## Синопсис
У Бірмінгем з війни повертаються три члени банди Гострі картузи — Артур Шелбі (Пол Андерсон), Джон Шелбі (Джо Коул) і Томас Шелбі (Кілліан Мерфі).
У першому сезоні Томас кардинально змінився після повернення з війни. Він забув, що означає любити, поки в першому сезоні серіалу не з'явилася Грейс, яка працює на нового начальника поліції — інспектора Кемпбелла. Коли в місті з'являється новий начальник поліції, справи родини Шелбі ускладнюються. Інспектор Честер Кемпбелл (Сем Нілл), що має особливе завдання від Вінстона Черчилля — розслідувати розкрадання кулеметів з казенного військового заводу, з усією рішучістю починає зачистку міста від злочинності — у першу чергу від банди «Гострі картузи».
У другому сезоні описується розширення бізнесу родини Шелбі на південь, у Лондон, де бушує війна між італійською мафією та єврейською організованою злочинністю. Паралельно Томас Шелбі виявляється втягнутий у змову феніанців і британської служби, очолюваної його старим знайомим.

## В ролях
| Актор             | Роль                |
| ----------------- | ------------------- |
| Кілліан Мерфі     | Томас Шелбі         |
| Аннабелль Волліс  | Грейс Берджесс      |
| Сем Нілл          | Честер Кемпбелл     |
| Гелен Маккрорі    | Тітка Поллі         |
| Джо Коул          | Джон Шелбі          |
| Пол Андерсон      | Артур Шелбі         |
| Софі Рандл        | Ада Шелбі           |
| Алфі Еванс-Міс    | Фінн Шелбі          |
| Іддо Голдберг     | Фредді Торн         |
| Семюел Едвард-Кук | Денні               |
| Чарлі Крід-Майлз  | Біллі Кимбер        |
| Енді Найман       | Вінстон Черчилль    |
| Томмі Фленаган    | Артур Шелбі старший |
| Тоні Піттс        | сержант Мосс        |
| Нед Деннегі       | Чарлі Стоун         |
| Наташа О'Кіфф     | Ліззі               |
| Джек Хартлі       | Біллі               |
| Том Гарді         | Алфі Соломонс       |
| Ноа Тейлор        | Дарбі Сабіни        |
| Едрієн Броуді     | Лука Чангретта      |
| Кінгслі Бен-Адір  | полковник Бен Янгер |
| Ейдан Гіллен      | Еберама Ґолд        |
| Фінн Коул         | Майкл Грей          |
| Аня Тейлор-Джой   | Джина Грей          |
| Сем Клафлін       | Освальд Мослі       |

## Оригінальна мова
В оригінальній версії дійові особи завжди розмовляють діалектом, тому переважно чути Браммі, діалект, яким розмовляють у Бірмінгемі, а також інші діалекти, наприклад, кокні у персонажів із Лондона. Деяким акторам довелося спеціально опановувати бірмінгемський діалект для серіалу, і носії автентичного діалекту критично ставляться до фактичної вимови. Повідомляється, що багато американців не можуть зрозуміти оригінальну версію без увімкнених субтитрів.

## Нагороди
| Рік  | Нагорода                                                  | Категорія                                                                 | Номінант(и)                                                | Результат |
| ---- | --------------------------------------------------------- | ------------------------------------------------------------------------- | ---------------------------------------------------------- | --------- |
| 2014 | BAFTA Television Craft Awards                             | Найкраща режисура художнього твору                                        | Отто Баферст                                               | Перемога  |
| 2014 | BAFTA Television Craft Awards                             | Найкраща музика до телесеріалу                                            | Мартін Фіппс                                               | Номінація |
| 2014 | BAFTA Television Craft Awards                             | Найкраща операторська робота та робота зі світлом у художньому творі      | Джордж Стіл                                                | Перемога  |
| 2014 | BAFTA Television Craft Awards                             | Найкраща робота художника-постановника                                    | Грант Монтгомері                                           | Номінація |
| 2014 | BAFTA Television Craft Awards                             | Найкращий звук у художньому творі                                         | Стюарт Хіллікер, Браян Міллікен, Метью Скелдінг, Лі Волпол | Номінація |
| 2014 | BAFTA Television Craft Awards                             | Найкращі візуальні ефекти                                                 | Bluebolt (VFX), Rushes (Colourist)                         | Номінація |
| 2014 | Biarritz International Festival of Audovisual Programming | Найкращий актор у сезоні або серіалі                                      | Кілліан Мерфі                                              | Перемога  |
| 2014 | Biarritz International Festival of Audovisual Programming | Найкраща акторка у сезоні або серіалі                                     | Гелен Маккрорі                                             | Перемога  |
| 2014 | Biarritz International Festival of Audovisual Programming | Найкраща музика у сезоні або серіалі                                      | Мартін Фіппс                                               | Перемога  |
| 2014 | Crime Thriller Awards UK                                  | Найкраща акторка другого плану                                            | Гелен Маккрорі                                             | Номінація |
| 2014 | RTS Programme Awards                                      | Найкращий драматичний серіал                                              | «Гострі картузи»                                           | Перемога  |
| 2014 | RTS Craft & Design Awards                                 | Найкращий дизайн костюмів у драматичному серіалі                          | Стефані Коллі                                              | Перемога  |
| 2014 | RTS Craft & Design Awards                                 | Найкращий макіяж у драматичному серіалі                                   | Лаура Ск'яво                                               | Номінація |
| 2014 | RTS Craft & Design Awards                                 | Найкраща робота художника-постановника у драматичному серіалі             | Грант Монтгомері                                           | Номінація |
| 2014 | RTS Craft & Design Awards                                 | Нагорода суддів                                                           | «Гострі картузи»                                           | Перемога  |
| 2014 | Televisual Bulldog Awards                                 | Найкраща односерійна або багатосерійна драма                              | «Гострі картузи»                                           | 2-е місце |
| 2014 | Writers' Guild of Great Britain Awards                    | Найкраща одногодинна телевізійна драма (серіал)                           | Стівен Найт                                                | Номінація |
| 2015 | BAFTA Television Awards                                   | Найкращий драматичний серіал                                              | «Гострі картузи»                                           | Номінація |
| 2015 | BAFTA Television Craft Awards                             | Найкращий макіяж та зачіски                                               | Лаура Ск'яво                                               | Номінація |
| 2015 | BAFTA Television Craft Awards                             | Найкраща операторська робота та робота зі світлом у художньому творі      | Саймон Денніс                                              | Номінація |
| 2015 | BAFTA Television Craft Awards                             | Найкраща робота художника-постановника                                    | Грант Монтгомері                                           | Номінація |
| 2015 | Irish Film and Television Awards (IFTA)                   | Найкращий актор головної ролі у драматичному серіалі                      | Кілліан Мерфі                                              | Номінація |
| 2015 | Irish Film and Television Awards (IFTA)                   | Найкращий дизайн костюмів                                                 | Лорна Марі Муган                                           | Перемога  |
| 2015 | Irish Film and Television Awards (IFTA)                   | Найкраща режисура драматичного телесеріалу                                | Колм Маккарті                                              | Номінація |
| 2015 | RTS Programme Awards                                      | Найкращий драматичний серіал                                              | «Гострі картузи»                                           | Номінація |
| 2015 | RTS Craft & Design Awards                                 | Найкраща операторська робота драматичного телесеріалу                     | Саймон Денніс                                              | Номінація |
| 2015 | Astra Awards                                              | Найкращий драматичний серіал — міжнародний                                | «Гострі картузи»                                           | Номінація |
| 2015 | Guild of Music Supervisors Awards                         | Найкращий музичний супервайзер                                            | Амелія Хартлі                                              | Номінація |
| 2015 | The British Screenwriters' Awards                         | Найкращий британський сценарій кримінального жанру                        | Стівен Найт                                                | Номінація |
| 2016 | British Screenwriters' Awards                             | Найкращий сценарій драматичного телесеріалу                               | Стівен Найт                                                | Перемога  |
| 2016 | TV Choice Awards                                          | Найкращий драматичний серіал                                              | «Гострі картузи»                                           | Номінація |
| 2016 | TV Choice Awards                                          | Найкращий актор                                                           | Кілліан Мерфі                                              | Номінація |
| 2016 | TV Choice Awards                                          | Найкраща акторка                                                          | Гелен Маккрорі                                             | Номінація |
| 2017 | National Television Awards                                | Найпопулярніша історична драма                                            | «Гострі картузи»                                           | Номінація |
| 2017 | National Television Awards                                | Найпопулярніший актор драматичного жанру                                  | Кілліан Мерфі                                              | Номінація |
| 2017 | Irish Film and Television Awards (IFTA)                   | Найкращий актор головної ролі у драматичному серіалі                      | Кілліан Мерфі                                              | Перемога  |
| 2017 | BAFTA Television Awards                                   | Найкращий драматичний серіал                                              | «Гострі картузи»                                           | Перемога  |
| 2018 | BAFTA Television Craft Awards                             | Найкращий дизайн костюмів                                                 | Елісон Маккош                                              | Номінація |
| 2018 | BAFTA Television Craft Awards                             | Найкращий монтаж художнього твору                                         | Ден Робертс                                                | Номінація |
| 2018 | BAFTA Television Craft Awards                             | Найкращий макіяж та дизайн зачісок                                        | Лаура Ск'яво                                               | Номінація |
| 2018 | BAFTA Television Craft Awards                             | Найкращий звук у художньому творі                                         | Форб Нунен, Бен Норрінгтон, Джим Годдард, Грант Бріджмен   | Номінація |
| 2018 | BAFTA Television Craft Awards                             | Найкращий сценарій драматичного телесеріалу                               | Стівен Найт                                                | Номінація |
| 2018 | TV Choice Awards                                          | Найкращий драматичний серіал                                              | «Гострі картузи»                                           | Перемога  |
| 2018 | TV Choice Awards                                          | Найкращий актор                                                           | Кілліан Мерфі                                              | Перемога  |
| 2018 | TV Choice Awards                                          | Найкраща акторка                                                          | Гелен Маккрорі                                             | Номінація |
| 2018 | Irish Film and Television Awards (IFTA)                   | Найкраща режисура                                                         | Девід Кеффрі                                               | Номінація |
| 2018 | Irish Film and Television Awards (IFTA)                   | Найкращий актор головної ролі                                             | Кілліан Мерфі                                              | Перемога  |
| 2018 | Irish Film and Television Awards (IFTA)                   | Найкраща акторка другого плану                                            | Чарлі Мерфі                                                | Перемога  |
| 2018 | Irish Film and Television Awards (IFTA)                   | Найкращий кіномонтаж                                                      | Дермот Діскін                                              | Номінація |
| 2018 | Irish Film and Television Awards (IFTA)                   | Найкраща операторська робота                                              | Катал Воттерс                                              | Номінація |
| 2018 | Banff Rockie Awards                                       | Драматичний серіал англійською мовою                                      | «Гострі картузи»                                           | Перемога  |
| 2019 | National Television Awards                                | Найкращий драматичний серіал                                              | «Гострі картузи»                                           | Перемога  |
| 2019 | National Television Awards                                | Найкраща драматична роль                                                  | Кілліан Мерфі                                              | Номінація |
| 2019 | RTS Programme Awards                                      | Найкращий драматичний серіал                                              | «Гострі картузи»                                           | Номінація |
| 2019 | American Society of Cinematographers Awards               | Видатні досягнення в галузі кінематографії для некомерційного телебачення | Катал Воттерс (Епізод «Компанія»)                          | Номінація |
| 2020 | National Television Awards                                | Найкращий драматичний серіал                                              | «Гострі картузи»                                           | Перемога  |
| 2020 | National Television Awards                                | Найкраща драматична роль                                                  | Кілліан Мерфі                                              | Перемога  |
| 2020 | BAFTA Television Craft Awards                             | Найкращий макіяж та дизайн зачісок                                        | Лаура Ск'яво                                               | Перемога  |
| 2020 | Irish Film and Television Awards (IFTA)                   | Найкращий актор головної ролі                                             | Кілліан Мерфі                                              | Номінація |
| 2020 | Irish Film and Television Awards (IFTA)                   | Найкраща режисура                                                         | Ентоні Бірн, Caryn Mandabach Productions                   | Номінація |
| 2020 | TV Choice Awards                                          | Найкращий драматичний серіал                                              | «Гострі картузи»                                           | Перемога  |
| 2020 | Venice TV Award                                           | Найкращий телевізійний серіал                                             | «Гострі картузи»                                           | Номінація |